# Дженніфер Вайт
Дженніфер Вайт (англ. Jennifer White, справжнє ім'я Карлі Енн Фрідман — англ. Carly Anne Friedman; нар. 7 лютого 1988 року, Агура-Хіллз, Каліфорнія, США) — американська порноакторка і модель.

## Раннє життя
Народилася в Агура-Хіллз, Каліфорнія, США. Має єврейське коріння.

## Порноіндустрія
В порноіндустрію потрапила в 2009, коли їй виповнився 21 рік, після завершення університету. Знялася у понад 60 порнофільмах. За кілька років побувала в різних сценах: лесбі, анального, групового сексу. Співпрацює з порностудіями: Red Light District, Evil Angel, Digital Sin і Reality Kings.

## Премії і номінації
- 2011 AEBN VOD Award — Найкращий новачок[4]
- 2011 номінація на AVN Award — Краща нова старлетка[5]
- 2011 номінація на Urban X Award — Best Girl/Girl Sex Scene — The Session (shared with Anjanette Astoria)[6]
- 2011 номінація на XBIZ Award — Нова старлетка року[7]
- 2012 номінація на AVN Award — Best Oral Sex Scene — Sloppy Head 3[8]
- 2012 номінація на AVN Award — Best POV Sex Scene — Jerkoff Material 6 (shared with Tim Von Swine)
- 2013 номінація на AVN Award — Best Anal Sex Scene — Star Wars XXX: A Porn Parody (shared with Tom Byron)[9]
- 2013 номінація на AVN Award — Best Three-Way Sex Scene (G/G/B) — Farm Girls Gone Bad (shared with Giselle Leon & Mick Blue)

## Фільми
- Anal Treats
- All Girl Pussy Riot
- Amazing Asses 7
- Anal Buffet 4
- Anal Prom Queens
- Athletic Support 4
- Babysitter Diaries 4
- Blowjob Winner 14
- Breaking Up
- Bubble Butt Babysitters
- Bus Stop Girls
- Cuntry Girls
- Don't Tell My Wife I Assfucked the Babysitter 2
- Farm Girls Gone Bad
- Great American Slut-Off
- In the Butt 4
- Interrogation Room
- Jerkoff Material 6
- Job for Jenna
- Legs 3
- Lesbian Office Seductions 5
- Like Sister Like Slut
- Liquid Gold 19
- Lord of Asses 15
- Naughty Athletics 11
- Naughty Bookworms 20
- Naughty Rich Girls 3
- New Dad in Town
- Real Wife Stories 12
- Real Workout 6
- Sassy Ass
- Schoolgirl POV 8
- Sorry Daddy, Whitezilla Broke My Little Pussy 1
- Teacher's Pet 4
- Teens Like It Big 13
- Young and Glamorous 2